# مارتینی–هنری
مارتینی–هنری (به انگلیسی: Martini–Henry) نوعی تفنگ جنگی انگلیسی ساخت بریتانیا بود که در سال ۱۸۷۱ طراحی و تولید شد.
این تفنگ گلوله‌های با کالیبر .577/450 Boxer-Hen را شلیک می‌کرد.